# Острова Эритреи

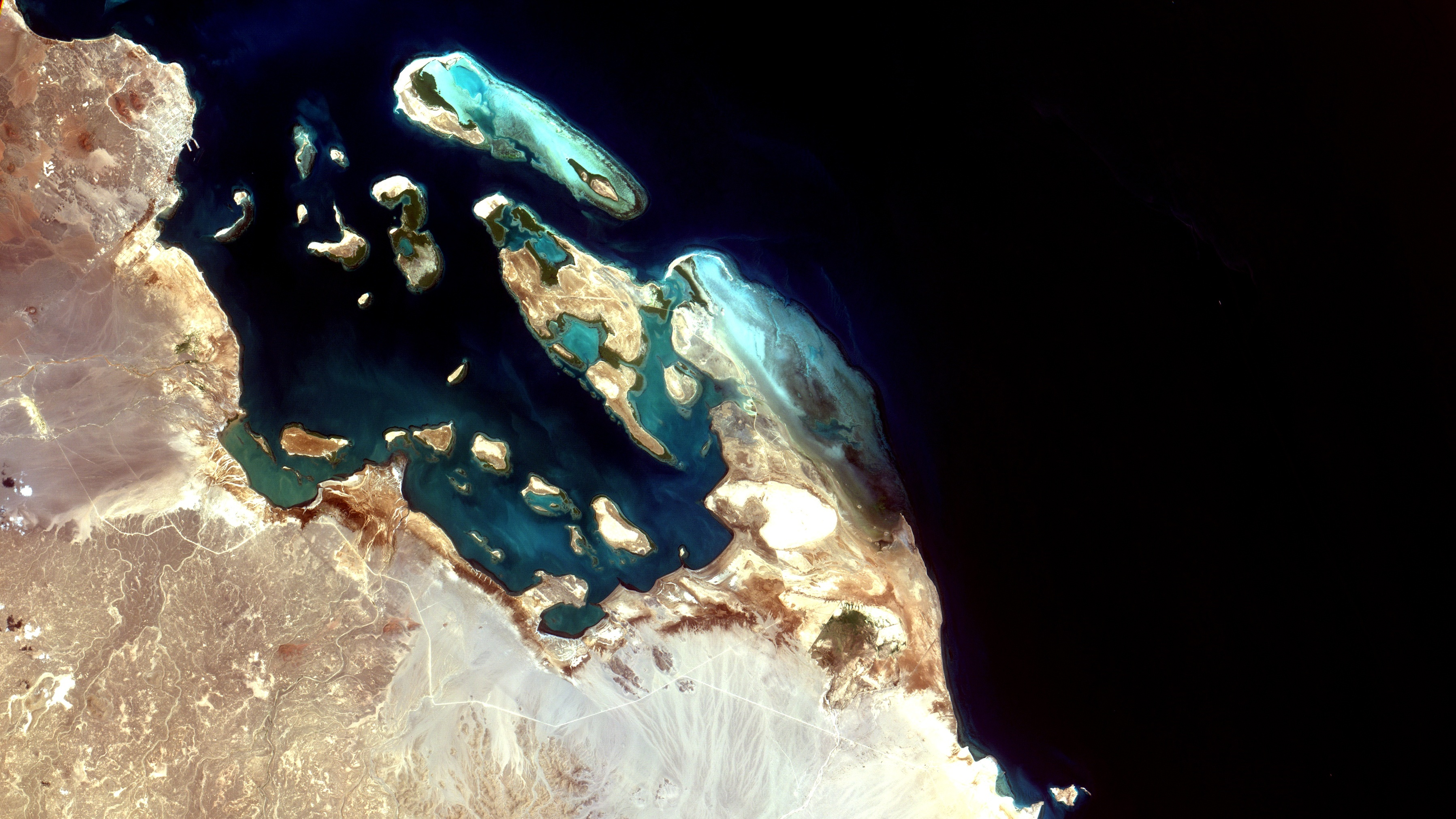
Бухта Асэб

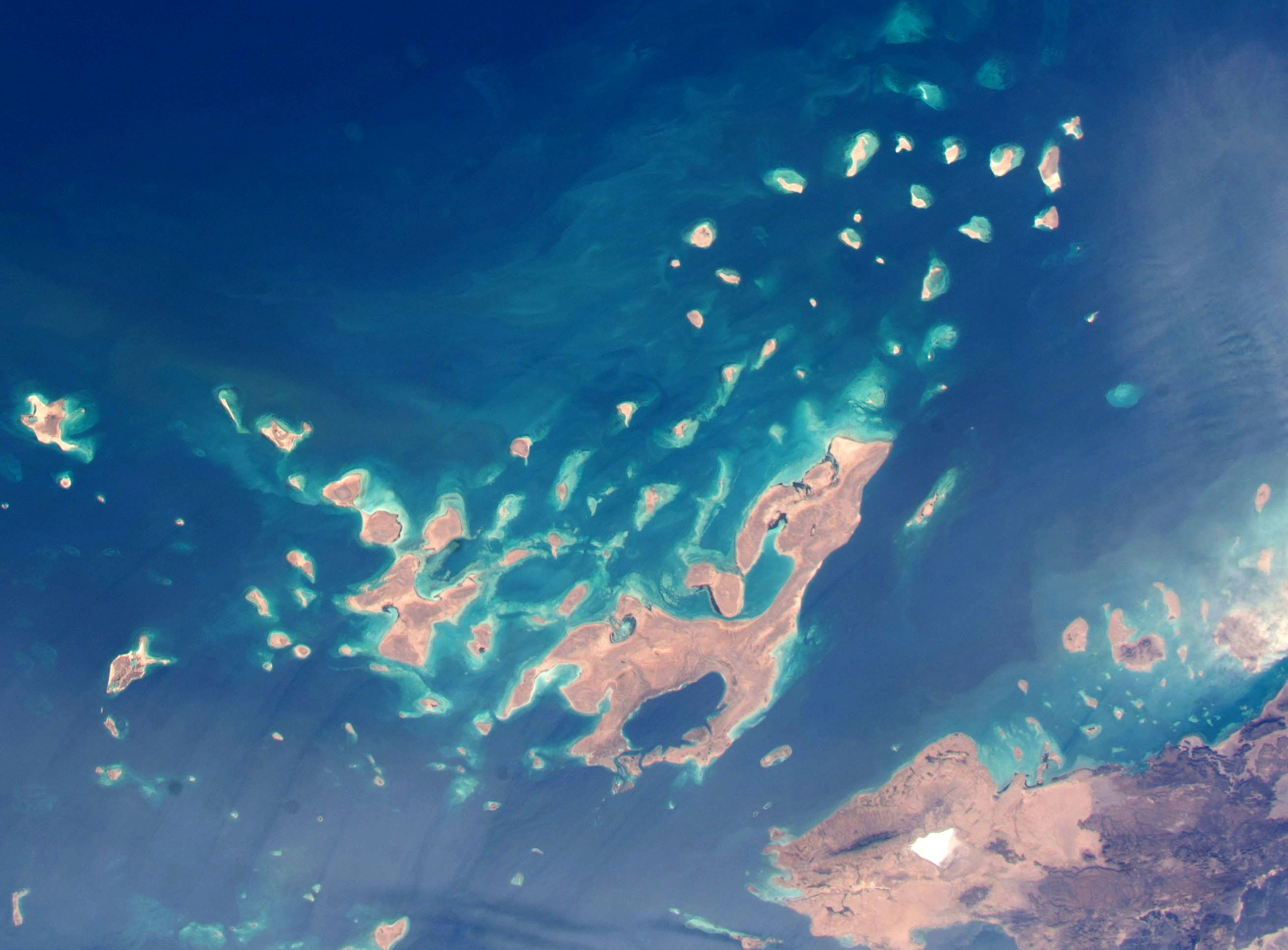
Архипелаг Дахлак (слева и по центру) и бухта Хавакиль (справа)

Острова Эритреи располагаются в Красном море вдоль материкового побережья страны в Восточной Африке. Только некоторые из более чем 350 островов обитаемые, многие не имеют названий и источников воды.
По данным Дж. К. Хиллмана насчитывается 354 острова, многие по размеру лишь чуть больше скал. Суммарная площадь островов оценивается в 1334,7 км², длина береговой линии — в 1258,4 км. 15 крупнейших островов (площадью более 10 км² каждый) занимают около 1100 км², 63 острова среднего размера (от 1 до 10 км²) — около 220 км², 276 маленьких островов (менее 1 км², без учета скал, банок и т. д.) — около 10 км². Средняя высота островов над уровнем моря около 6 метров. Острова Эритреи, как и её побережье, имеют международное значение как места обитания черепах и гнездования птиц.
Значительная часть островов известна под разными именами и обозначениями; по состоянию на 1993 год 137 островов были безымянными. Крупнейшим архипелагом является Дахлак (209 островов, по другой оценке более 210). В бухте Хавакиль располагаются острова Бака, Овакиль, Аджуз, Дельгумма и т. д. (всего 44). 30 островов, сложенных коралловыми породами, находятся в бухте Асэб (в том числе Хальба, Арунья, Фатума, Дармакья и Саргадур). Острова Мидир, Ханда, Деревсаса и некоторые другие относятся к бухте Анфила. Рядом с городом Массауа имеются острова Шейх-Саид, Массауа и Таулуд; в заливе Зула — Диссей и ещё четыре-шесть других островов. Недалеко от города Берайсоле и к северу от него расположено несколько вулканических островов включая Абейлат и Сабл. 
В течение длительного времени Эритрея (а до этого Эфиопия) имела территориальный спор с Йеменом о принадлежности ряда островов, в 1995 году произошёл так называемый Ханишский конфликт; в 1998—1999 годах решением арбитражного трибунала острова Мухаббака и острова Хейкок закреплены за Эритреей, а Зубейр и Джебель-эт-Таир, Ханиш и Зукар с прилегающими островами — за Йеменом. Спорным остаётся вопрос принадлежности острова Думейра со скалой Каллидой в проливе Баб-эль-Мандаб у входа в Красное море, а также  располагающегося рядом полуострова Рас-Думейра на границе Эритреи и Джибути.

## Список крупнейших островов Эритреи
К Эритрее относятся 15 островов с площадью более 10 км²: 
| Название              | Название на английском языке                | Площадь, км² | Наивысшая точка, м | Местонахождение                    | Координаты острова              | Карта  |
| --------------------- | ------------------------------------------- | ------------ | ------------------ | ---------------------------------- | ------------------------------- | ------ |
| Дахлак (Дахлак-Кебир) | Dahlak Kebir (Dehalak Kebir, Dehalak Deset) | 643          | 123                | Сэмиэн-Кэй-Бахри, архипелаг Дахлак | 15°09′28″ с. ш. 40°08′10″ в. д. | [ 4 ]  |
| Нора                  | Norah (Noura, Nora, Seyl-Nora)              | 103          | 37                 | Сэмиэн-Кэй-Бахри, архипелаг Дахлак | 15°59′54″ с. ш. 40°04′13″ в. д. | [ 10 ] |
| Хальба (Халеб)        | Halba, Halib                                | 78           | 18                 | Дэбуб-Кэй-Бахри, бухта Асэб        | 12°56′13″ с. ш. 42°55′20″ в. д. | [ 11 ] |
| Бака                  | Baka                                        | 48           | 158                | Сэмиэн-Кэй-Бахри, бухта Хавакиль   | 15°00′53″ с. ш. 40°18′52″ в. д. | [ 12 ] |
| Овакиль (Хауакиль)    | Howakil (Hawakil)                           | 41           | 220                | Сэмиэн-Кэй-Бахри, бухта Хавакиль   | 14°47′27″ с. ш. 40°48′24″ в. д. | [ 12 ] |
| Эруа                  | Erwa                                        | 34           | 39                 | Сэмиэн-Кэй-Бахри, архипелаг Дахлак | 15°42′00″ с. ш. 40°12′00″ в. д. | [ 13 ] |
| Неэлег (Кубари)       | Nahaleg                                     | 31           | 24                 | Сэмиэн-Кэй-Бахри, архипелаг Дахлак | 16°08′00″ с. ш. 40°09′00″ в. д. | [ 10 ] |
| Хармиль               | Harmil                                      | 22           | 9                  | Сэмиэн-Кэй-Бахри, архипелаг Дахлак | 16°31′00″ с. ш. 40°09′00″ в. д. | [ 10 ] |
| Харат                 | Harat                                       | 20           | 4                  | Сэмиэн-Кэй-Бахри, архипелаг Дахлак | 16°06′38″ с. ш. 39°27′53″ в. д. | [ 14 ] |
| Исра-Ту               | Isratu (Isra-tu)                            | 18           | 31                 | Сэмиэн-Кэй-Бахри, архипелаг Дахлак | 16°20′00″ с. ш. 39°53′00″ в. д. | [ 14 ] |
| Аджуз                 | Adjuz (Umel-Ajuz)                           | 14           | 29                 | Сэмиэн-Кэй-Бахри, бухта Хавакиль   | 15°14′00″ с. ш. 40°15′00″ в. д. | [ 12 ] |
| безымянный            |                                             | 14           |                    |                                    |                                 |        |
| Аукан                 | Aucan                                       | 13           | 64                 | Сэмиэн-Кэй-Бахри, архипелаг Дахлак | 15°30′00″ с. ш. 40°48′00″ в. д. | [ 13 ] |
| Дехель                | Dohul                                       | 12           | 53                 | Сэмиэн-Кэй-Бахри, архипелаг Дахлак | 15°54′34″ с. ш. 39°38′32″ в. д. | [ 6 ]  |
| Дар-Дасе              | Dar Dase (Dase)                             | 11           | 22                 | Сэмиэн-Кэй-Бахри, бухта Хавакиль   | 15°14′30″ с. ш. 40°04′54″ в. д. | [ 12 ] |